# کشمکش (فیلم ۲۰۰۶)
کشمکش (انگلیسی: Tug of War) یک فیلم کوتاه بریتانیایی به کارگردانی اسکات من است که در سال ۲۰۰۶ منتشر شد. از بازیگران این فیلم می‌توان به مارشا توماسون و جوآن گوئست اشاره کرد.